# Jake Hughes
Jake John Hughes (Birmingham, 30 de maio de 1994) é um automobilista britânico que atualmente compete na Fórmula E pela equipe Maserati MSG Racing. Ele foi o campeão da temporada inaugural do Campeonato de Fórmula 4 da BRDC em 2013.

## Biografia
Hughes nasceu em Birmingham, Inglaterra, é um torcedor do Aston Villa FC, e nas horas vagas, pratica ciclismo e golfe. Ele costumava jogar futebol na infância e em parte da adolescência, mas após um acidente, ele passou a correr de kart a partir dos dezesseis anos. Hughes também afirmou que não tinha assistido a uma corrida de Fórmula 1 até os treze anos, quando Lewis Hamilton fez sua estreia pela McLaren em 2007.
Ele foi co-apresentador do podcast H.Y.M, ao lado do piloto de fábrica da BMW Nick Yelloly e do piloto de Superbike Alex Murley, onde os três entrevistaram personalidades notáveis do automobilismo, como Felipe Drugovich, Pietro Fittipaldi, Enzo Fittipaldi, Liam Lawson, Oscar Piastri, Jack Doohan, Dan Ticktum e muitos outros.

## Carreira

### Anos iniciais
Hughes teve um início tardio em sua carreira no kart, fazendo sua estreia profissional aos 16 anos em 2010. Depois de apenas dois anos no kart, ele passou para os monopostos com algumas corridas na Fórmula Renault antes de uma participação em tempo integral na temporada inaugural de Fórmula 4 BRDC em 2013. Com quatro vitórias e mais seis pódios, Hughes só deixou de pontuar na corrida 3 da primeira rodada em Silverstone, que ele abandonou. Assim, o britânico somou 445 pontos, sendo campeão com 35 de vantagem sobre seu compatriota Seb Morris.
Duas temporadas na Fórmula Renault se seguiram com Hughes conquistando vitórias e fazendo um desafio consistente ao título em várias séries, seu melhor momento foi na Fórmula Renault 2.0 Alpes de 2015, quando ele foi vice-campeão com quatro vitórias, mais sete pódios e 237 pontos, cinco a menos do que o também britânico Jack Aitken, o campeão da temporada.

### GP3 Series

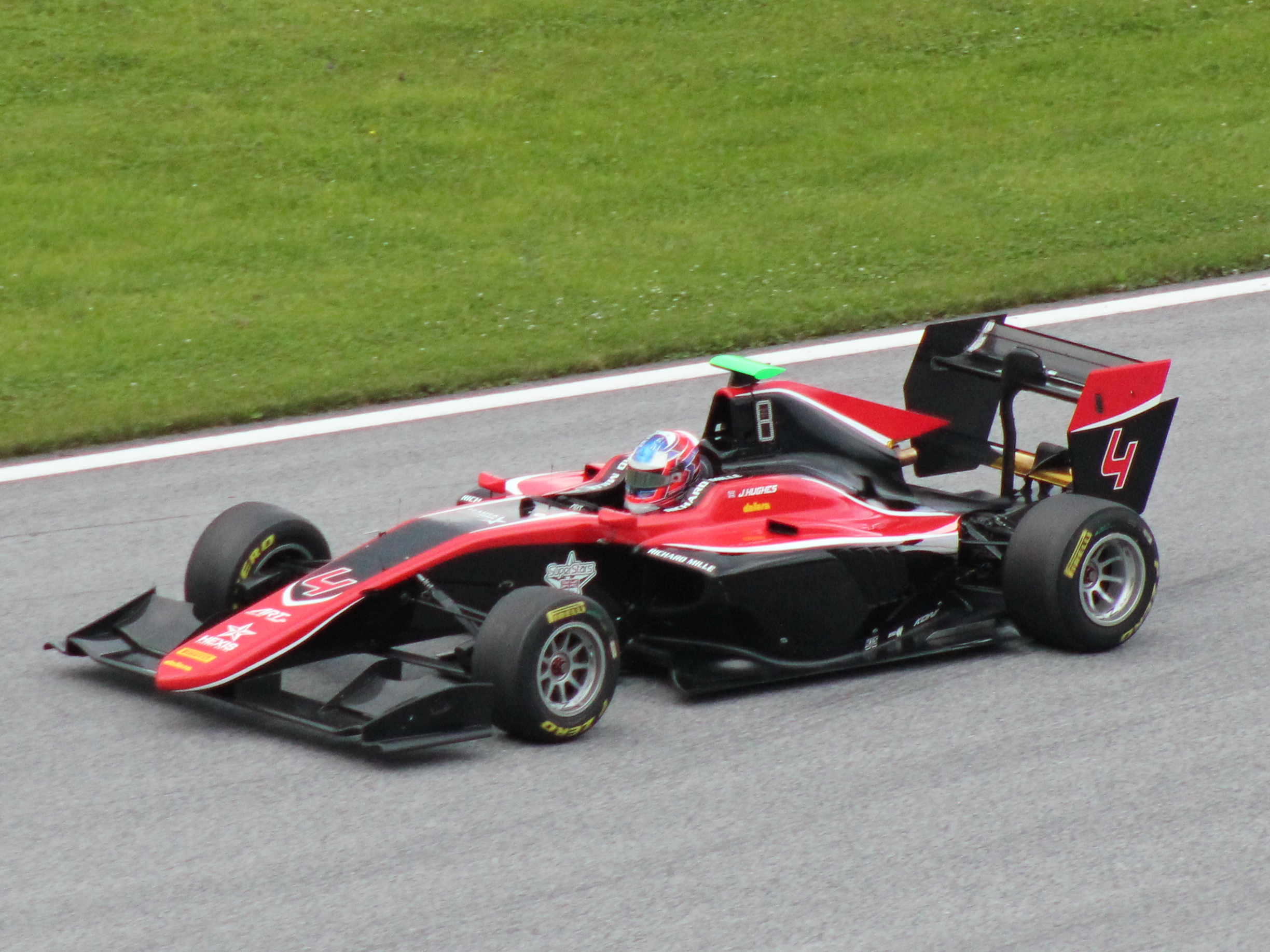
Hughes na prova da GP3 da Áustria de 2018

Hughes fez sua estreia na GP3 Series na temporada de 2016 pela equipe DAMS, sendo companheiro do estadunidense Santino Ferrucci e do suíço Kevin Jörg. Hughes fez a pole position da corrida de abertura na Catalunha, na qual também foi o segundo colocado, fazendo seu primeiro pódio na estreia na categoria. Ele conquistou sua primeira vitória na competição na corrida curta de Hockenheimring. Venceu novamente na corrida de encerramento, a sprint de Abu Dhabi. Ele foi o oitavo colocado, e somou noventa pontos, apenas um a menos do que Nirei Fukuzumi. Mesmo assim, foi o melhor piloto da DAMS do ano.
Após ficar um ano longe da GP3, ele retornou a categoria para a disputa da temporada de 2018 com a ART Grand Prix. Seus companheiros foram o russo Nikita Mazepin, o francês Anthoine Hubert e o seu compatriota Callum Ilott. Nesse ano, Hughes só teve três pódios, incluindo a vitória em Red Bull Ring, e foi mais uma vez oitavo colocado, com 85 pontos, ficando bem distante do terceiro colocado Ilott, do vice-campeão Mazepin e do campeão Hubert.

### Fórmula 3

#### Fórmula 3 Europeia
Para 2017, Hughes se mudou da GP3 Series para o Campeonato Europeu de Fórmula 3 da FIA, tendo competido na última rodada da temporada de 2016. Ele disputou a temporada com a equipe Hitech GP. Hughes conquistou sua primeira e única vitória na segunda corrida em Nürburgring e terminou a temporada em quinto no campeonato de pilotos.

#### Fórmula 3 Asiática
Hughes disputou o Campeonato Asiático de Fórmula 3 em 2018, correndo pela Dragon HitechGP. Ele venceu todas as nove provas que disputou, além de ter feito seis poles. Mas por ter faltado a duas rodadas triplas, perdeu o título para Raoul Hyman, por dois pontos de diferença.
Ele retornou para o campeonato em 2019–20, fazendo mais duas rodadas triplas pela Hitech, mas não teve nenhuma vitória, ficando em décimo quarto, com 24 pontos.

#### Fórmula 3 da FIA

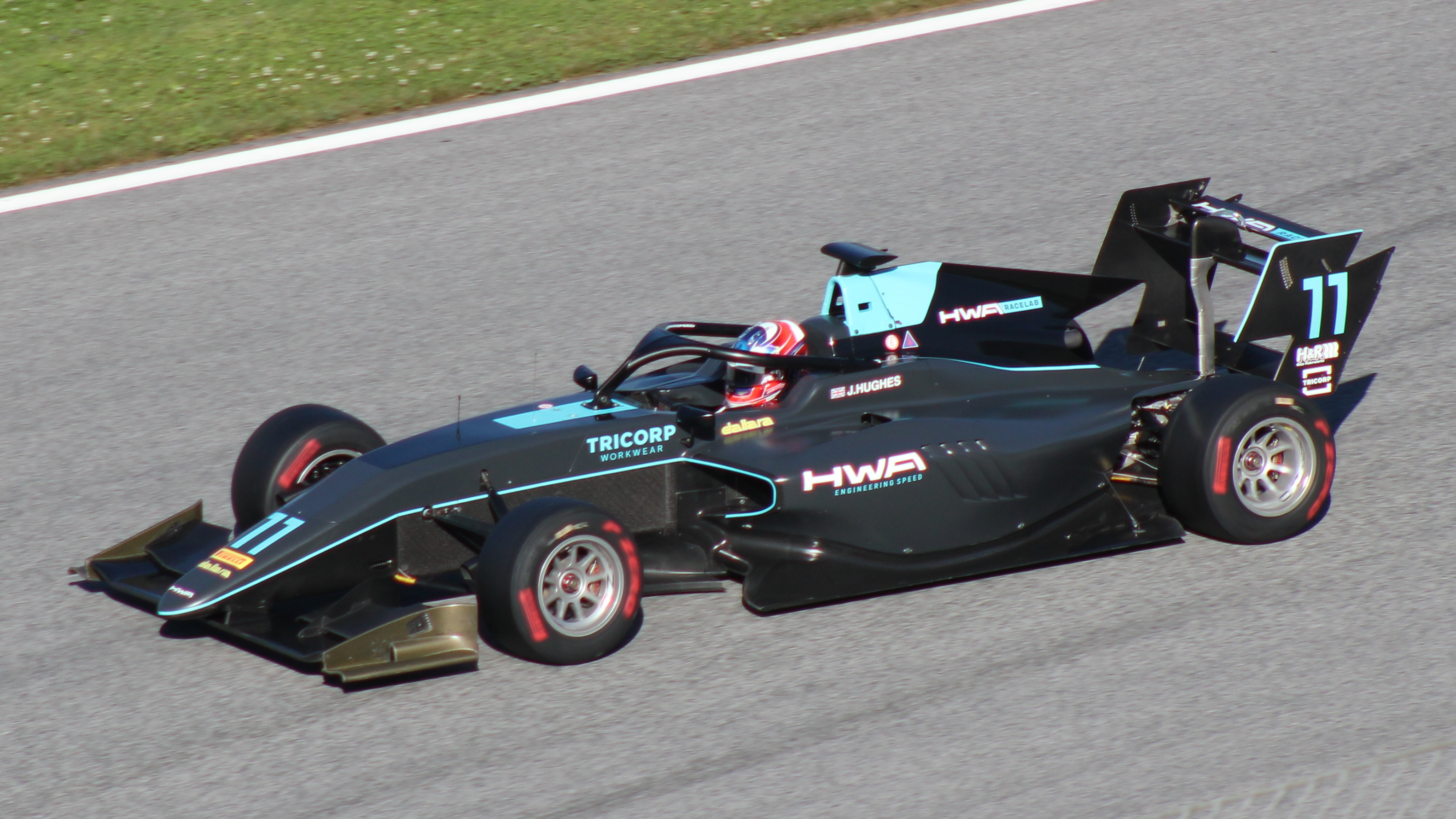
Hughes no Red Bull Ring em 2019

Em 2019, Hughes foi contratado pela equipe HWA Racelab para a disputa da temporada inaugural do Campeonato de Fórmula 3 da FIA, tendo a companhia de Bent Viscaal e de Keyvan Andres. Hughes teve uma vitória, mais três terceiros lugares, e isso o colocou no sétimo lugar, com 90 pontos, superando com folga seus companheiros de equipe.
Ele permaneceu com a equipe para a disputa da temporada de 2020, sendo companheiro de Enzo Fittipaldi e de Jack Doohan.Hughes teve duas vitórias, mais dois segundos lugares e foi novamente sétimo colocado, com 111,5 pontos, se colocando mais uma vez como o melhor piloto da HWA do ano.

### Fórmula 2
Em 22 de setembro de 2020, foi anunciado que Hughes seria promovido para a Fórmula 2 como substituto de Giuliano Alesi na equipe BWT HWA Racelab a partir da décima rodada do campeonato de 2020, que seria realizada no Autódromo de Sóchi. O piloto terminou na 12º posição em sua corrida de estreia, mas abandonou a corrida curta após uma colisão na primeira volta com Guilherme Samaia. Após disputar a rodada realizada em Sóchi, a HWA substituiu Hughes por Théo Pourchaire a partir da 11ª rodada.
Antes da quinta rodada da temporada de 2021, realizada em Monza, Hughes foi confirmado para mais uma vez competir pela equipe HWA, desta vez devido a uma lesão sofrida pelo piloto titular Jack Aitken nas 24 Horas de Spa. Porém, no final de novembro de 2021, foi anunciado que Logan Sargeant substituiria Hughes a partir da sétima rodada da temporada, realizada em Gidá.

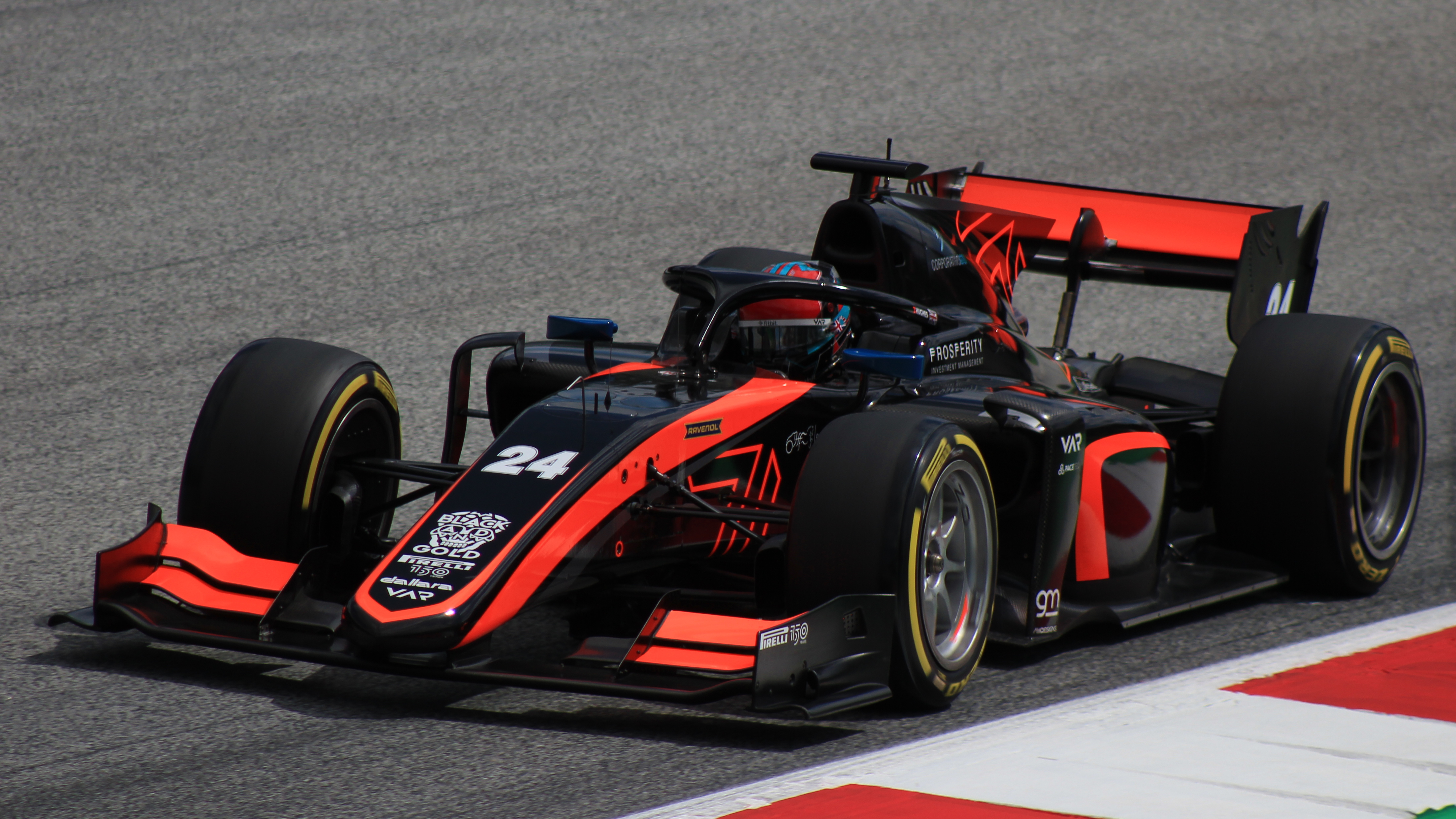
Hughes no carro nº 24 da Van Amersfoort em Spielberg em 2022

Em 17 de janeiro de 2022, foi anunciado que Hughes havia sido contratado pela equipe Van Amersfoort Racing para a disputa da temporada de 2022 do Fórmula 2, competindo ao lado do estreante belga Amaury Cordeel. Hughes não correu a rodada da Áustria por ter testado positivo para COVID-19, com David Beckmann entrando em seu lugar, mas Hughes não retornou para terminar a temporada por conta de seus compromissos na Fórmula E, o que fez o britânico terminar o campeonato em décimo sexto, com 26 pontos. Mesmo assim, ele superou Cordeel, que fez a temporada completa e acumulou a mesma pontuação que a dele, por ter um quarto lugar na corrida longa de Gidá como melhor resultado.

### Fórmula E
Hughes fez sua primeira aparição na Fórmula E durante o teste para novatos de 2019 em Marraquexe, onde fez parceria com Jamie Chadwick na equipe NIO Formula E Team. No ano seguinte, ele apareceria novamente no teste para novatos no mesmo circuito, desta vez pilotando pela Mercedes-Benz EQ Formula E Team ao lado de Daniel Juncadella.
Em 25 de fevereiro de 2021, foi anunciado que Hughes seria o piloto reserva da Venturi Racing no Campeonato Mundial de Fórmula E de 2020–21. Depois de substituir Gary Paffett na equipe Mercedes-EQ Formula E Team nas últimas rodadas daquela temporada, ele foi contratado como piloto reserva e de desenvolvimento em tempo integral da Mercedes-EQ para a temporada de 2021–22.

#### McLaren

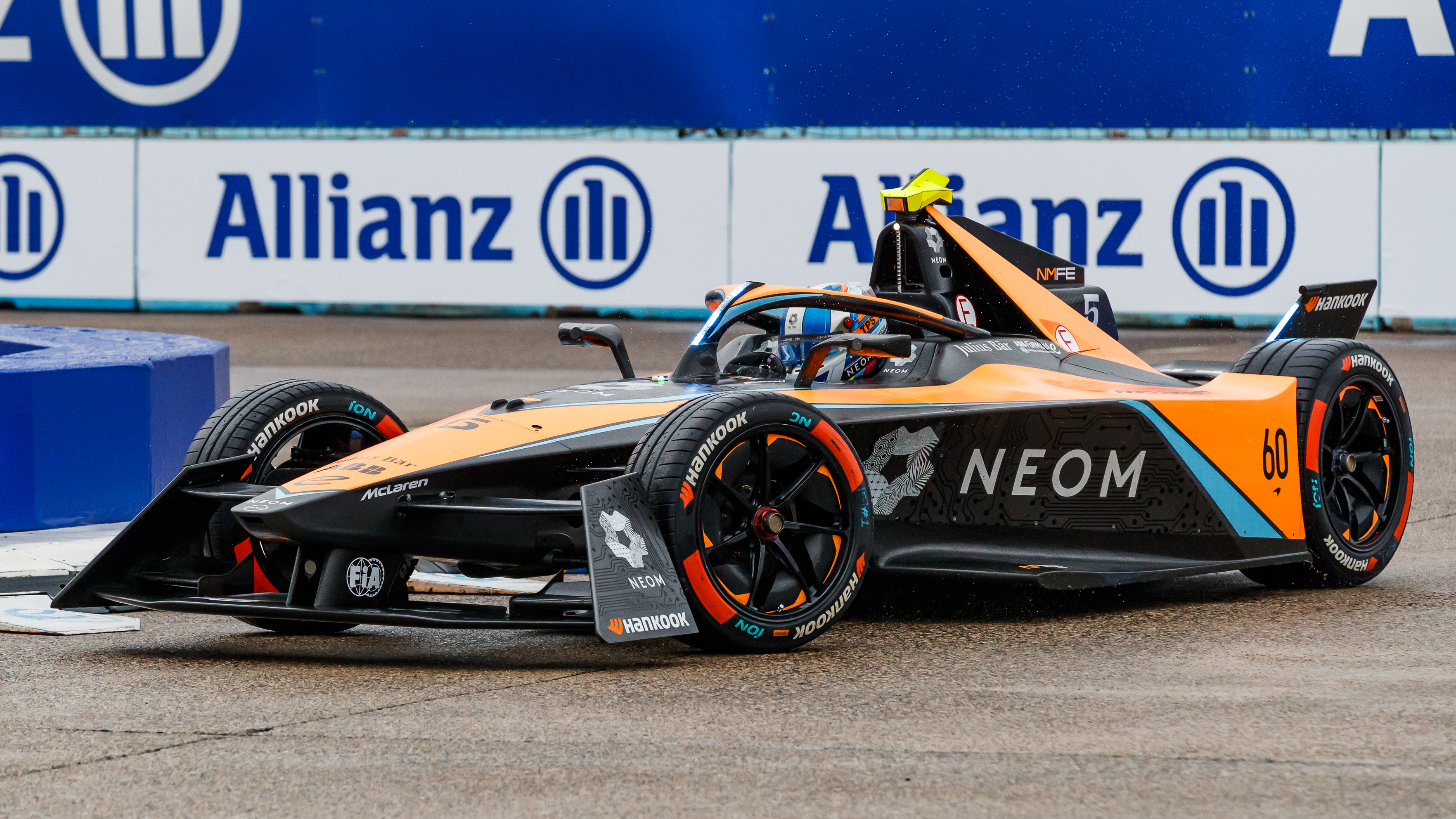
Hughes durante o ePrix de Berlim de 2023

Após o anúncio de que a Mercedes-EQ Formula E Team, da qual Hughes era piloto de simulador, seria transformada na McLaren Formula E Team, o britânico deixou a Fórmula 2 para buscar uma das vagas para a temporada seguinte. Em 20 de novembro de 2022, foi anunciado que Hughes havia sido contratado pela equipe Neom McLaren Formula E Team para a disputa da temporada de 2022–23 da Fórmula E, ao lado de René Rast. Teve duas poles, mas não converteu nenhuma delas em vitórias, tendo três quintos lugares como melhores resultados. Hughes somou 48 pontos e ficou na 12ª colocação, logo acima de Rast, que fez oito pontos a menos que ele.

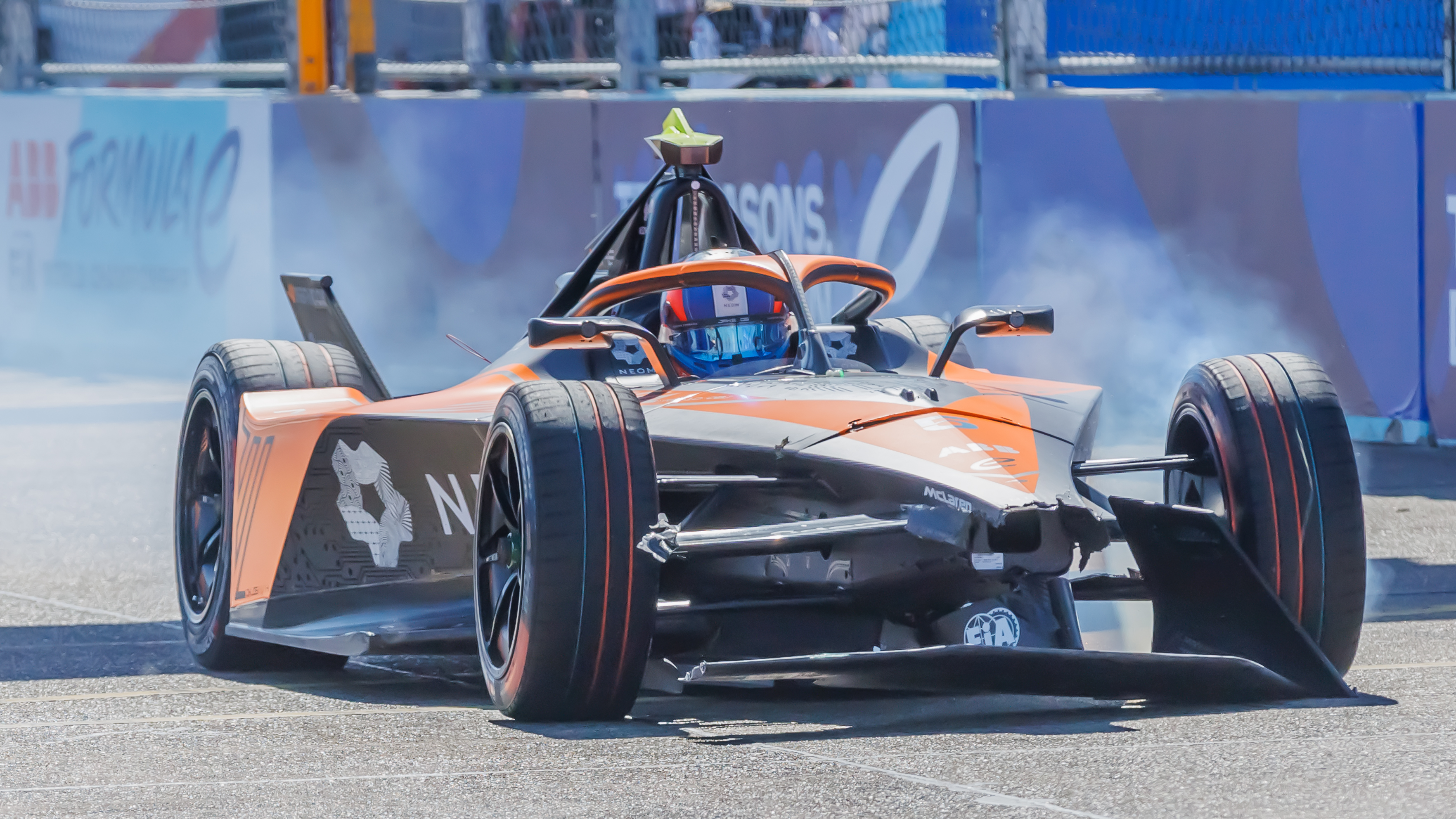
Hughes pilotando a McLaren durante o ePrix de Berlim de 2024

Hughes permaneceu na equipe McLaren para a disputa da temporada seguinte. Ele passou a ter seu compatriota Sam Bird como companheiro, com o também britânico Taylor Barnard substituindo Bird por três rodadas. Hughes fez mais duas poles e teve um segundo lugar em Xangai como melhor resultado, com este também sendo seu primeiro pódio na F-E. Ele computou 48 pontos, a mesma quantidade que Bird, mas o veterano o superou na tabela por ter vencido em São Paulo, e Hughes teve que se contentar com a 14ª colocação. Mas a McLaren se encantou mesmo foi pelo desempenho de Barnard, que ficou na frente de Hughes em todas as três corridas que disputou. Com isso, no final de julho, a McLaren anunciou que não manteria Hughes para uma terceira temporada e que ele havia deixado a equipe, com Taylor Barnard assumindo seu lugar.

#### Maserati
Poucas horas após sua saída da McLaren, a Maserati MSG Racing anunciou Hughes em um contrato de vários anos a partir da temporada de 2024–25, como parceiro do campeão de 2021–22, Stoffel Vandoorne. Após colidir com Nico Müller e abandonar a etapa de abertura em São Paulo, Hughes engatou uma sequência de três corridas no Top-10, com o destaque sendo o ePrix de Gidá, no qual ele foi terceiro colocado, garantindo seu primeiro pódio da temporada, e ainda fez a volta mais rápida.